# 김복규
김복규(1940년 2월 19일~2022년 3월 10일)는 대한민국의 정치인이다. 제36·41·42대 경상북도 의성군수를 지냈다. 관선인 제36대 의성군수(1994. 1.~1995. 3.)를 지냈다. 이후 제1·2회 전국동시지방선거 의성군수 선거에 출마·낙선하였다. 제4회 지방 선거에서는 의성군수에 당선되었으며, 제5회 지방선거에서는 무투표로 당선, 재선되었다.

## 학력
- 조문국민학교(졸업)
- 의성중학교(졸업)
- 협성상업고등학교(졸업)
- 동국대학교(행정학/중퇴)

## 역대 선거 결과
|  | 41.25% |

|  | 45.60% |

|  | 45.69% |

|  | 0% |

| 전임 정해걸 | 제41·42대 경상북도 의성군수 2006년 7월 1일~2014년 6월 30일 | 후임 김주수 |